# Капанадзе, Андрей Павлович
Андре́й Па́влович Капана́дзе (1907—1983) — народный комиссар государственной безопасности и внутренних дел Аджарской АССР, комиссар государственной безопасности (1943).

## Биография
Избран на XI-м съезде КП(б) Грузии в середине июня 1938 кандидатом в члены ЦК КП(б) ГССР. Со 2 ноября до 8 сентября 1938 заместитель начальника Секретариата первого заместителя наркома внутренних дел Н. И. Ежова. Со 2 до 16 ноября 1938 исполняющий обязанности начальника секретариата первого заместителя наркома внутренних дел. С 16 ноября 1938 до 26 февраля 1941 заместитель начальника 1-го отдела ГУГБ НКВД СССР, после чего с 27 февраля до 29 апреля 1941 заместитель начальника 1-го отдела НКГБ СССР. С 29 апреля до августа 1941 нарком государственной безопасности, затем до 26 марта 1943 нарком внутренних дел, после чего до 30 декабря 1943 опять нарком государственной безопасности Аджарской АССР. С 30 декабря 1943 до 13 октября 1944 в распоряжении отдела кадров Народного комиссариата государственной безопасности, после чего в отставке.

### Звания
- майор государственной безопасности, 11.09.1938;
- старший майор государственной безопасности, 14.04.1940;
- комиссар государственной безопасности, 14.02.1943.